# Католицизм в Испании
Католицизм в Испании. Католическая церковь в Испании является частью всемирной Католической церкви. Католицизм — самая распространённая конфессия в стране (по разным оценкам от 69 % до 94 % населения), она теснейшим образом связана с испанской историей и культурой.

## История

### Христианство I тысячелетия в Испании

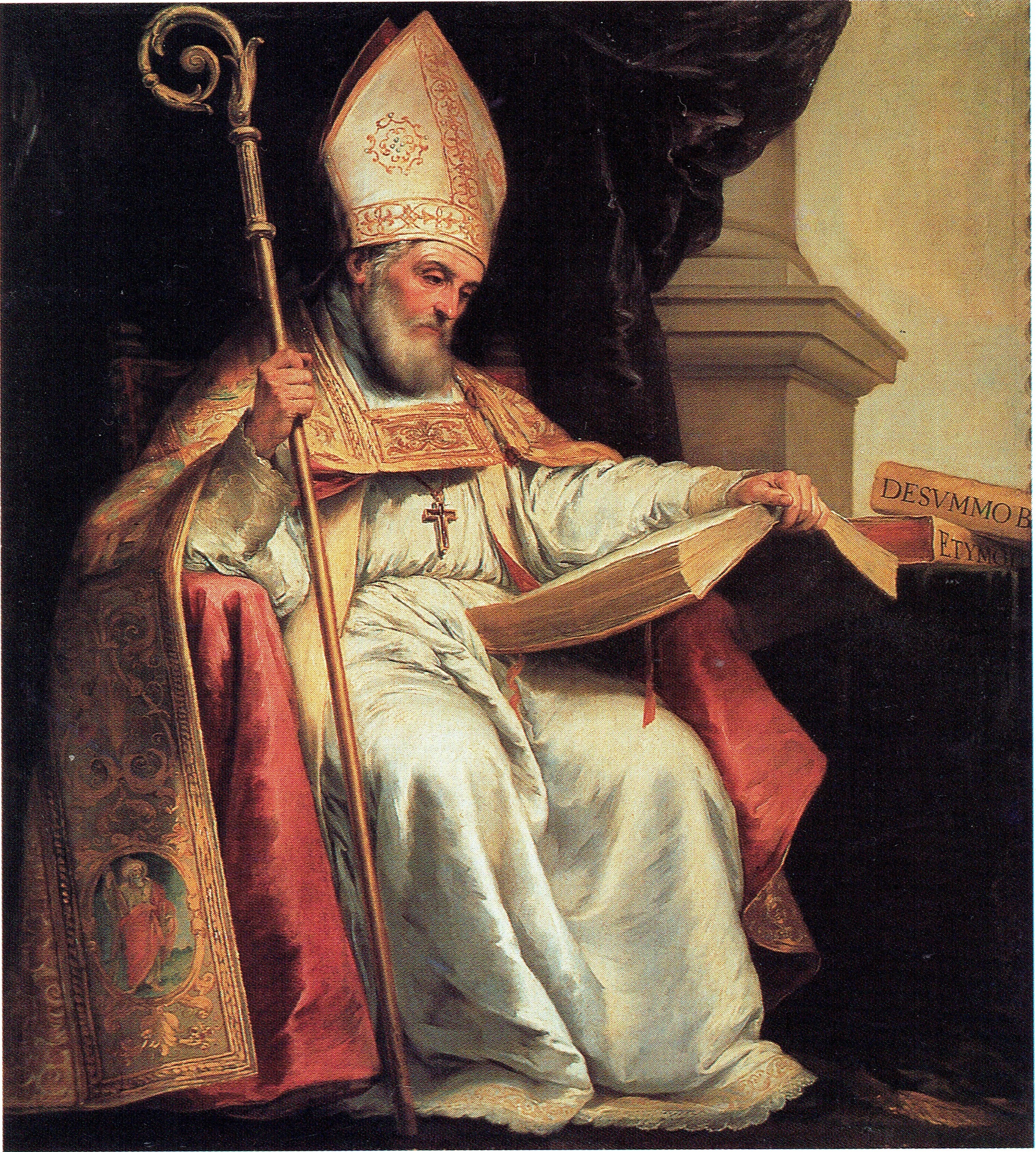
Исидор Севильский, архиепископ времён вестготской Испании

Христианская религия присутствовала в Испании с первых веков своего существования. В послании к Римлянам апостол Павел пишет «я отправлюсь через ваши места в Испанию» (Рим. 15:28). Из апостольских посланий не ясно, сумел ли Павел реализовать свой план, однако апокрифы III века и раннехристианские писатели пишут о посещении Испании апостолом Павлом, в частности о поездке Павла в Испанию упоминают Иоанн Златоуст в комментариях к посланию к Евреям и Иероним Стридонский в целом ряде произведений. Также весьма древнее происхождение имеет предание о посещении Испании апостолом Иаковом (о нём упоминает Юлиан Толедский), однако почитание города Сантьяго-де-Компостела, как место пребывания мощей апостола началось только в IX веке.
По сообщениям Иринея Лионского и Тертуллиана в Испании II века существовали сложившиеся христианские общины. Самый ранний известный документ, обращённый к испанским церквам — послание Киприана Карфагенского от 254 года. В начале IV века в Гранаде состоялся Эльвирский собор, который можно считать первым поместным собором Испанской церкви. Гонения на христиан в Римской империи затронули и испанские общины, мученичество приняли святые Викентий Сарагосский, Евлалия и Юлия, Сарагосские мученики и многие другие. Испанский епископ Осий Кордубский председательствовал на Первом Никейском и Сардикийском соборах.
В эпоху Великого переселения народов Пиренейский полуостров был захвачен вестготами, которые к тому времени уже приняли христианство в форме арианства. Попытки вестготов навязать арианство населявшим Испанию потомкам иберо-римлян, которые исповедовали христианство в ортодоксальной, никейской форме, не увенчались успехом. Религиозное разделение страны закончилось в 587 году с переходом короля Реккареда I из арианства в никейское христианство. Христианская церковь в вестготской Испании обладала определённым своеобразием, в частности здесь сложился особый западный литургический обряд, весьма серьёзно отличный от римского. Этот обряд широко известен как мосарабский по названию мосарабов, христиан сохранивших свою веру под мусульманским владычеством, однако ряд исследователей называет его испанским или вестготским, подчёркивая, что он практиковался ещё до арабского завоевания. Важнейшее значение для Западной церкви имели 18 Толедских соборов, состоявшихся в период с 400 по 702 год. Существенный подъём в Вестготском королевстве переживали религиозная культура и искусство. Среди выдающихся личностей этого времени — Исидор Севильский, Леандр Севильский, Ильдефонс Толедский, Юлиан Толедский и др.

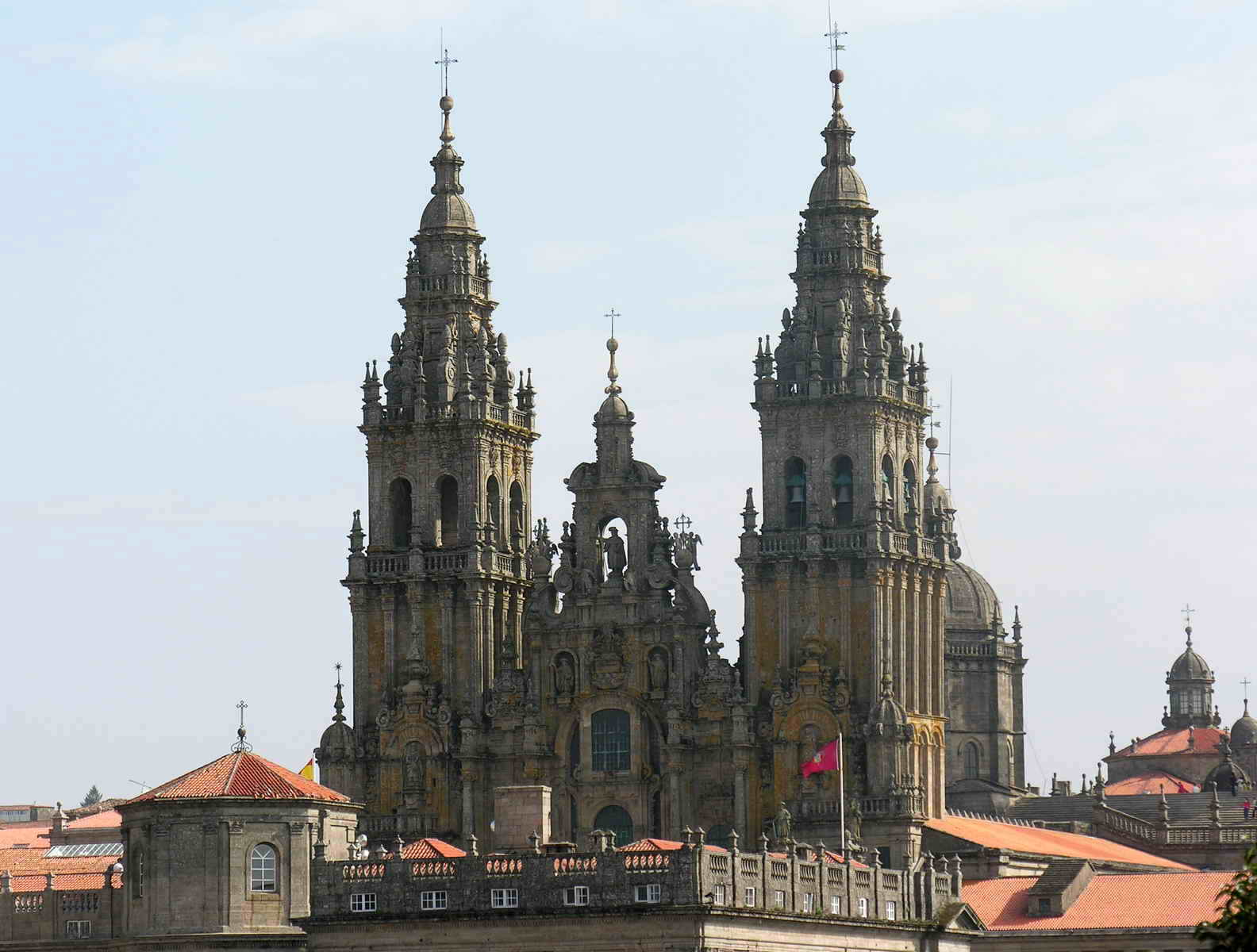
Собор Святого Иакова, Сантьяго-де-Компостела

В VIII веке Пиренейский полуостров был завоёван арабами, которых испанцы называли маврами, большая часть Испании на много веков оказалась под мусульманским правлением. Часть испанских христиан приняла ислам, часть (мосарабы), во многом переняв арабскую культуру и образ жизни, сохранила христианскую веру. Отношение мусульманских правителей к христианам в разное время менялось от относительной терпимости до полного неприятия. Множество христиан было замучено мусульманами, наиболее известны Кордовские мученики.

### От Реконкисты до XX века

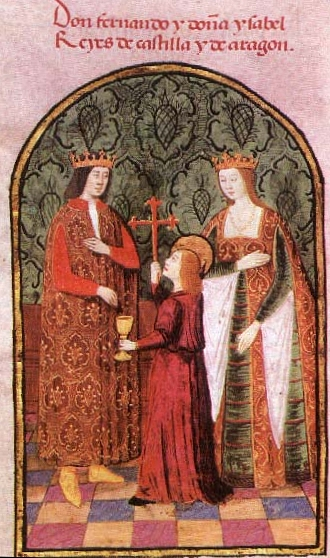
Католические короли

Реконкиста, постепенный процесс отвоевания христианами испанских земель, несла в себе и важную религиозную составляющую — победы над мусульманами воспринимались как торжество христианской веры. В X—XIII веках путь святого Иакова в испанский город Сантьяго-де-Компостела, проходивший по освобождённым от мусульман территориям северной Испании, превратился в один из крупнейших паломнических маршрутов Европы. На освобождённых территориях основывалось большое количество монастырей, в основном клюнийских и цистерцианских, что способствовало утверждению католической веры в регионе. В XIII веке уроженец Кастилии святой Доминик основал Орден проповедников, позднее известных как доминиканцы, а уроженец Каталонии святой Пётр Ноласко создал орден мерседариев, основной целью которого был выкуп у мусульман христианских пленников.
Короли Изабелла Кастильская и Фердинанд Арагонский, при которых с падением в 1492 году Гранадского эмирата завершилась Реконкиста, а Испания объединилась в единое государство, получили от папы Александра VI специальный титул — Католические короли. Во время их правления был проведён ряд важных церковных реформ, одним из главных проводников которых был кардинал Хименес де Сиснерос. Кроме того, в период правления Католических королей был учреждён особый церковный суд — испанская инквизиция, которая жёстко преследовала всех подозреваемых в ереси. Инквизиция была главной действующей силой в изгнании и насильственной христианизации мусульманского и еврейского населения (см. мориски и марраны), а также в недопущении в Испании реформационного движения.
После открытия Америки Колумбом начался процесс колонизации Южной и Центральной Америки испанскими конкистадорами. Параллельно шёл процесс обращения индейцев в христианство, которое зачастую проводилось жестокими и насильственными методами, с другой стороны, католические священники сами часто защищали индейцев от насилия со стороны европейских колонизаторов (Б. де Лас Касас).

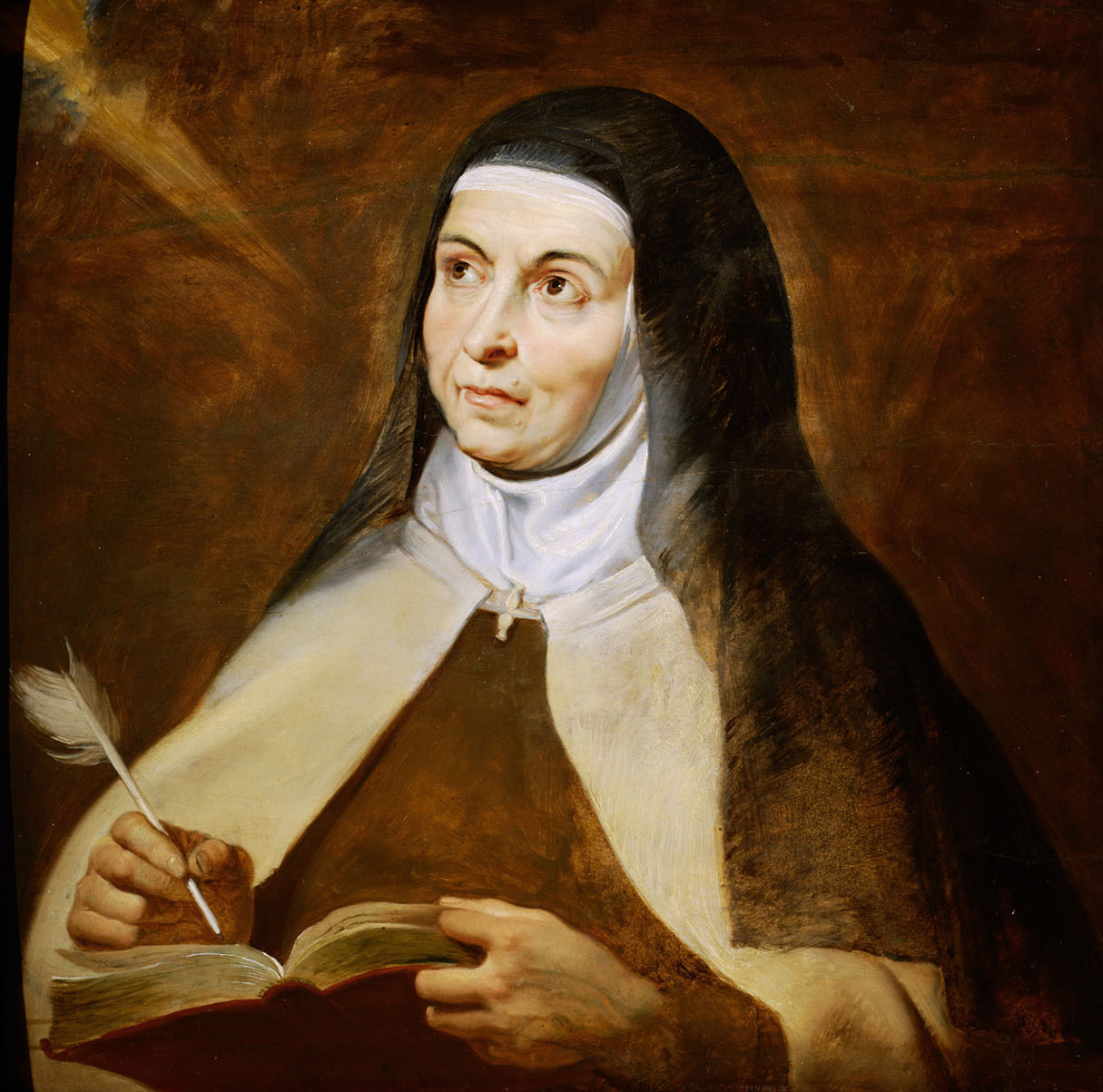
Святая Тереза Авильская. Питер Пауль Рубенс

XVI век стал пиком расцвета католической религиозной жизни в стране. Церковь Испании играла важнейшую роль в организации и проведении Тридентского собора, ставшего кульминационным моментом Контрреформации — из 200 отцов собора 66 были испанцами, из 300 экспертов-богословов при соборе испанцы насчитывали более ста. В XVI веке подданный короля Испании баск Игнатий Лойола основал Орден иезуитов. Важнейшую роль в преобразовании ордена кармелитов и, в целом, монашеской жизни в Испании, сыграли святые Тереза Авильская и Иоанн Креста. Многие выдающиеся писатели и поэты XVI—XVII веков были монахами различных католических орденов: Луис де Леон, Иоанн Авильский, Тирсо де Молина и многие другие.
В Средние века в Испании возведён целый ряд соборов, составляющих важнейшую часть мирового архитектурного наследия — Толедский собор, Собор Святого Иакова, Бургосский собор, Севильский собор и др. Одним из главных центров образования в Испании был Университет Саламанки, находившийся под протекторатом папы римского и Католической церкви.
В XVIII веке после смены правящей династии и воцарения Бурбонов влияние Католической церкви на государство и общество снижалось, и усиливались антиримские тенденции. Авторитарная политика королей выражалась в присвоении себе права назначать епископов и вмешиваться во внутренние дела Церкви и монашеских орденов. Апофеозом этой политики стало изгнание из Испании ордена иезуитов в 1767 году. Король Карл III после изгнания ордена продолжал оказывать давление на папу Климента XIII и стал одним из главных инициаторов временного запрета ордена в 1773—1814 годах.
В XIX веке тенденция к противостоянию государства и Церкви только усилилась. Хотя конституция 1812 года, принятая после изгнания войск Наполеона, придавала католичеству статус государственной религии, в то же время она санкционировала начало процесса секуляризации страны. Пиком секулярных усилий государства стала дезамортизация Мендисабаля 1835—1837 годов, тотальная конфискация церковного имущества, предпринятая королевским министром Хуаном Мендисабалем. Среди высших кругов страны широчайшее распространение получили антиклерикальные взгляды.

### XX век

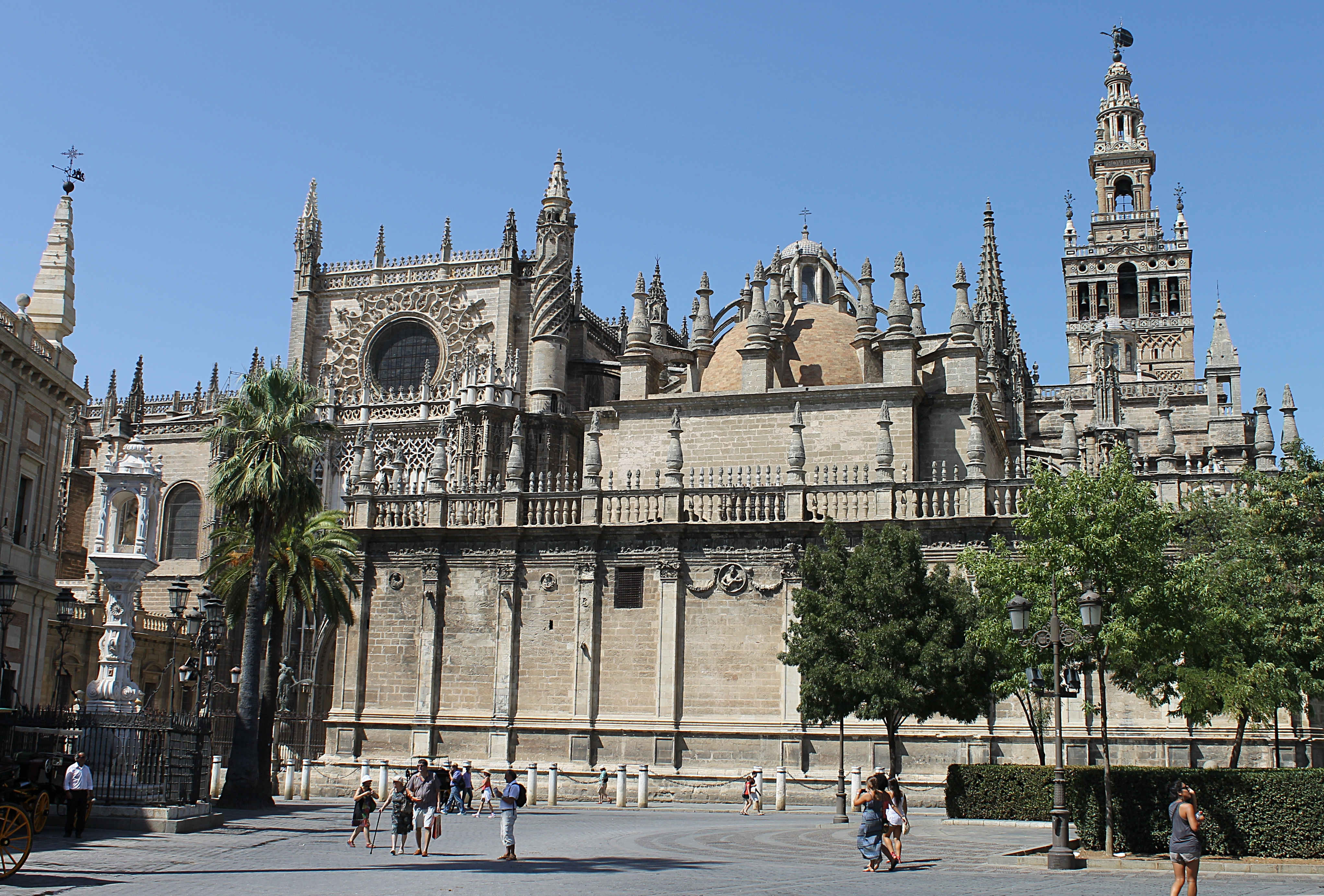
Севильский собор

Гражданская война в Испании (1936—1939) стала трагическим временем для Католической церкви в Испании. Ещё до начала Гражданской войны республиканское правительство и поддерживающие её слои не скрывали отрицательного отношения к католицизму. Проводились организованные поджоги церквей (как, например, массовые поджоги в мае 1931 г.). В 1936-м году в Мадриде кто-то пустил слух, что монахи раздают детям пролетариев отравленные конфеты и этот ничем не обоснованный слух привёл к тому, что множество монахов и священников было убито разъярёнными пролетариями. Однако причины ненависти к Церкви были гораздо глубже и заключались в поддержке ею как старого порядка, так и консервативных сил в ходе политической борьбы в 1933—1936 гг.. После начала гражданской войны республиканцы развернули беспощадный антикатолический террор на подконтрольных им территориям, всего было убито 6832 священника. Были сожжены тысячи церквей, уничтожено множество уникальных произведений искусства религиозной тематики и ценной церковной утвари. Совершение богослужений на территории под контролем республиканцев было запрещено 19 июля 1936 года. Террор республиканцев привёл к углублению поддержки франкистов со стороны Католической церкви. Многие из убитых священников и монахов были впоследствии канонизированы и беатифицированы как мученики.

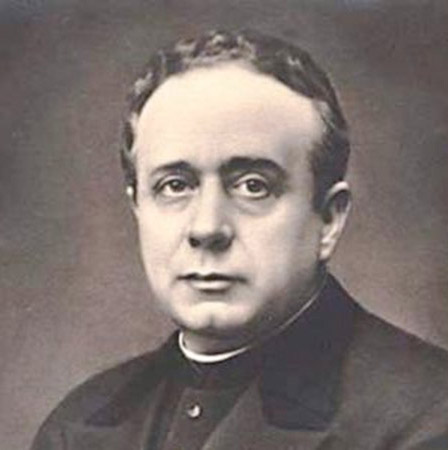
Педро Поведа Кастроверде, канонизированный мученик времён Гражданской войны

После победы франкистов в Гражданской войне католичество было объявлено государственной религией и получило целый ряд привилегий. В 1953 году между Испанией и Святым Престолом был заключён конкордат, который закреплял эти привилегии. В частности конкордат предусматривал обязательность церковных браков для лиц католического вероисповедания, налоговые льготы Церкви, субсидии государства на строительство новых церквей, право на создание церковных учебных заведений и функционирование католических СМИ, освобождение духовенства от военной службы и др. Однако при этом отношения франкистской Испании и Ватикана были далеко не безоблачными, Святой Престол не устраивало постоянное вмешательство правительства во внутренние дела Испанской церкви. Некоторые священники были репрессированы за поддержку баскской и каталонской культуры и языков, которые при Франко подвергались гонениям. После Второго Ватиканского собора практика участия гражданских властей в назначении епископов была признана недействительной, Ватикан призывал Франко добровольно отказаться от этой привилегии (гарантированной конкордатом 1953 года), однако Франко демонстративно игнорировал ватиканские призывы. Добровольный отказ от назначения епископов светскими властями был подписан уже после смерти Франко в 1976 году королём Хуаном Карлосом I. Тем не менее под давлением Ватикана в 1967 году Ф. Франко подписал закон о свободе совести.
После смерти Франко Католическая церковь Испании полностью поддержала восстановление конституционной монархии и переход к демократическому строю. В 1976—1979 годах Испания и Ватикан подписали договоры, фиксирующие новую реальность и отменяющие устаревшие положения конкордата 1953 года. В 1978 году была принята новая Конституция, которая вернула Испании статус светского государства, однако влияние Католической церкви на общественную жизнь страны осталось весьма значительным благодаря преобладающему числу католиков во всех слоях общества.

## Начало XXI века

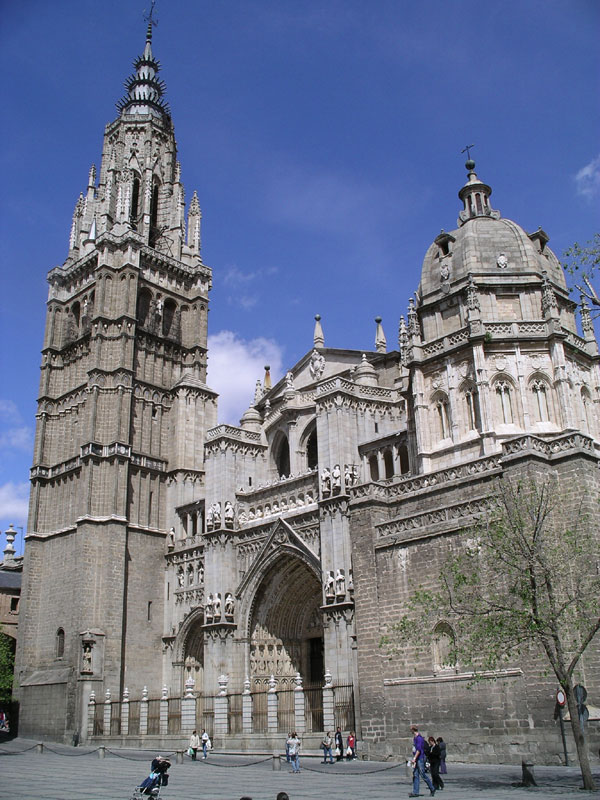
Толедский собор

Конец XX — начало XXI века ознаменовались конфликтом между Католической церковью Испании и одной из двух крупнейших партий Испании — Испанской социалистической рабочей партией (PSOE). В периоды нахождения у власти социалисты приняли ряд законопроектов, которые резко критиковались католическими кругами, в частности касающихся легализации абортов, обязательности полового воспитания в школе и расширения государственного контроля в сфере образования, в том числе и над католическими учебными заведениями. Особое неприятие церковных кругов вызвал принятый социалистами в 2005 году закон о легализации однополых браков. Принятие закона вызвало резкую критику Церкви, многие иерархи открыто выступали в призывами к участию в демонстрациях протеста. В 2006 году принят закон, сделавший изучение католицизма в школах добровольным. С 2007 года католическая церковь была лишена государственных субсидий в размере 50 млн евро в год — тяжелый удар, если учесть, что её годовой бюджет составлял около 150 млн евро. В качестве компенсации государство разрешило гражданам отчислять добровольно на церковь не 0,52 % своих налогов, а 0,7 %.

## Современное состояние

### Численность верующих
Согласно статистическим данным католических источников в Испании около 94 % католиков, эта цифра относится к числу крещёных вне зависимости от их действительного отношения к Церкви. По данным конференции католических епископов Испании считают себя католиками около 34,5 миллионов испанцев, то есть 73,1 % населения. Согласно опросу Центра социологических исследований в апреле 2014 года католиками себя считают 68,8 % испанцев. Для многих испанцев принадлежность к католицизму — обязательная часть национально-культурной самоидентификации, поэтому ряд людей заявляют о том, что считают себя католиками, даже если они почти никогда не ходят в церковь и не в полной мере разделяют учение Католической церкви. Согласно тому же опросу в апреле 2014 года почти каждое воскресенье и чаще церковные службы посещает 15 % населения, несколько раз в месяц — 9,3 % и несколько раз в год — 14,5 % (из этого числа исключены присутствия на венчаниях, отпеваниях и др.). Таким образом, относительно регулярно посещают католические службы 38,8 % испанцев.

### Структура

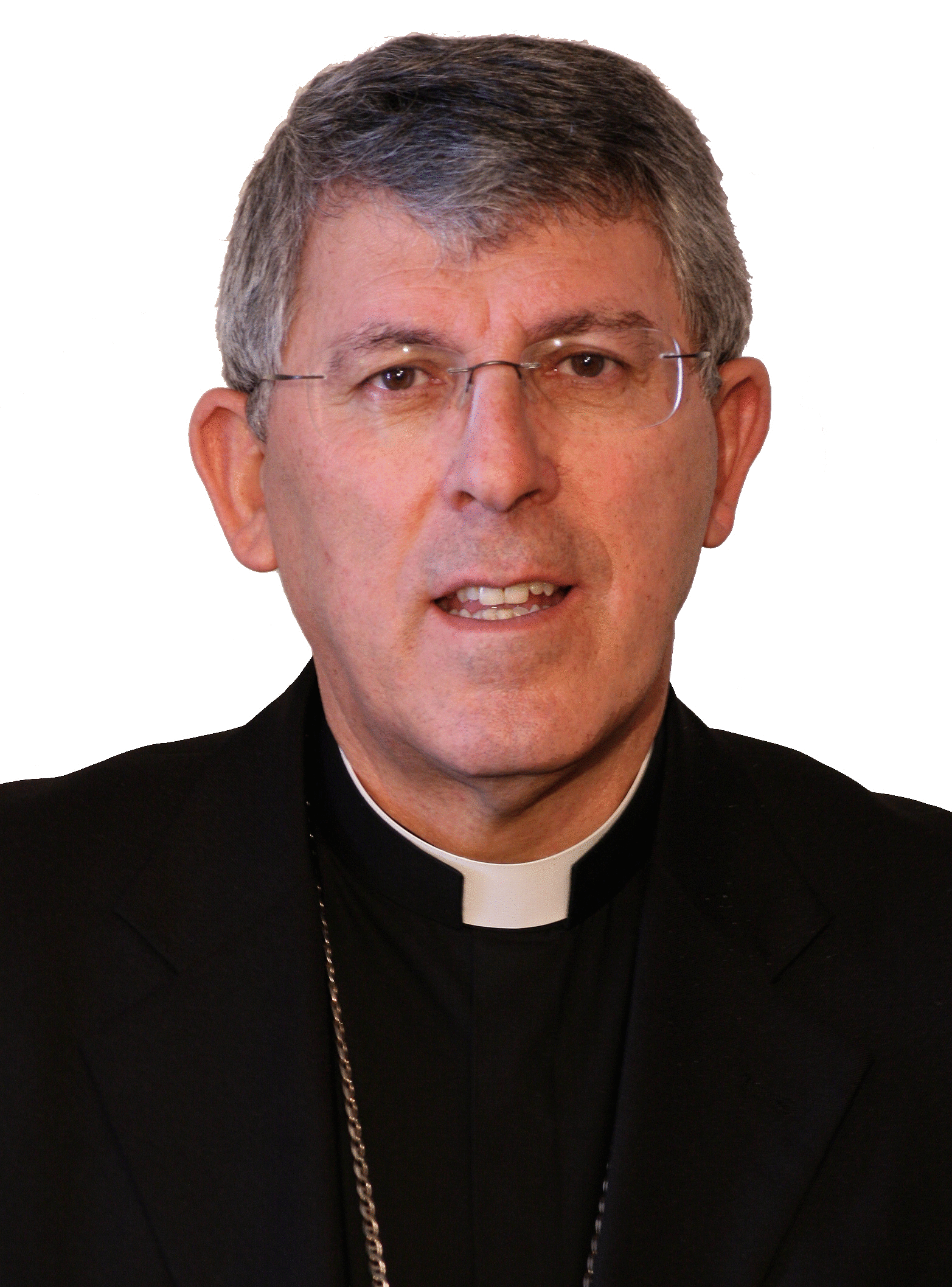
Примас Испании Браулио Родригес Пласа

В Испании существует 55 католических епархий, объединённых в 14 митрополий. Архиепархия-митрополия Толедо служит кафедрой Примаса Испании, обладающего высшей духовной юрисдикцией в Испанской церкви.
Митрополии Католической церкви в Испании:
- Архиепархия Барселоны
- Архиепархия Бургоса
- Архиепархия Гранады
- Архиепархия Мадрида
- Архиепархия Мериды-Бадахоса
- Архиепархия Овьедо
- Архиепархия Памплоны и Туделы
- Архиепархия Сантьяго-де-Компостелы
- Архиепархия Севильи
- Архиепархия Таррагоны
- Архиепархия Толедо
- Архиепархия Валенсии
- Архиепархия Вальядолида
- Архиепархия Сарагосы

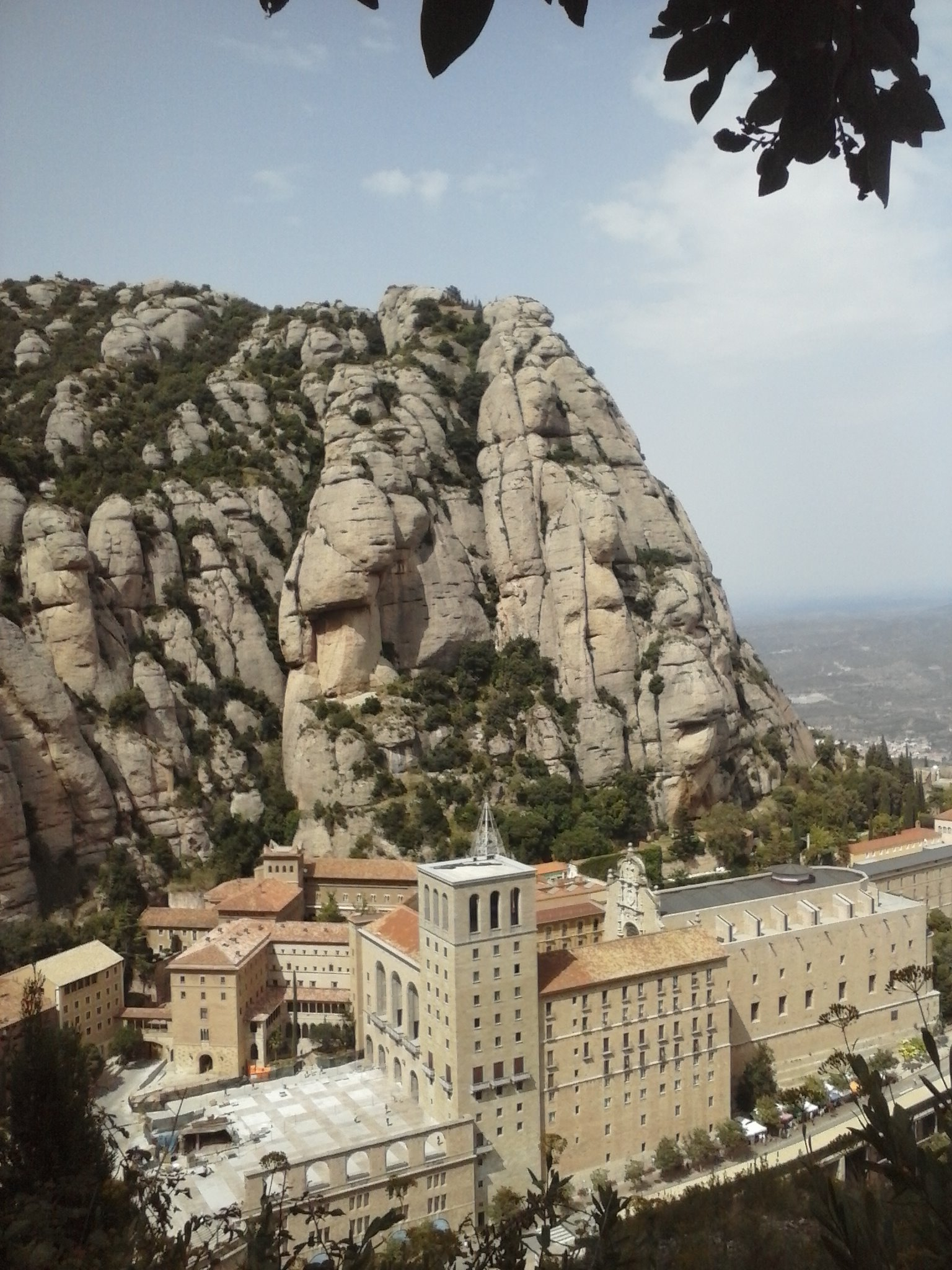
Монастырь Монсеррат

По данным конференции католических епископов Испании в стране насчитывается 22917 приходов, 18 043 епархиальных священников, 60 927 монашествующих (49 312 монахинь и 11 615 монахов) представляющих 113 мужских и 299 женских конгрегаций, 1 278 семинаристов и 1 184 учащихся предсеминарий.
В 2010 году в Испании было совершено 301 330 таинств крещения, 74 805 таинств брака. 254 315 детей получили Первое Причастие.
Конференция католических епископов Испании образована в 1966 году. В 1986 году в Испании создан военный ординариат, окормляющий военнослужащих-католиков. По данным на 2014 год в Испании 10 кардиналов, из которых 4 обладают правом голоса на конклаве.
Кардиналы Испании:
- Антонио Каньисарес Льовера (с правом голоса)
- Льюис Мартинес Систач (с правом голоса)
- Антонио Мария Роуко Варела (с правом голоса)
- Сантос Абриль-и-Кастельо
- Франсиско Альварес Мартинес
- Карлос Амиго Вальехо
- Хосе Мануэль Эстепа Льяуренс
- Хулиан Эрранс Касадо
- Эдуардо Мартинес Сомало
- Фернандо Себастьян Агилар

98 храмов Испании носят статус соборов, 112 храмов Испании признаны малыми базиликами.

### Деятельность

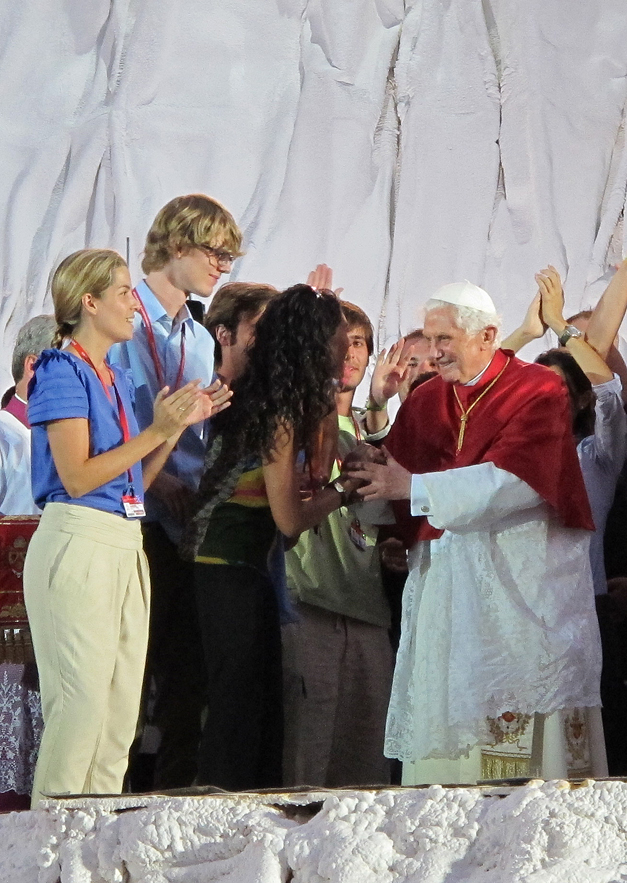
Бенедикт XVI на XXVI Всемирном дне молодёжи в Мадриде

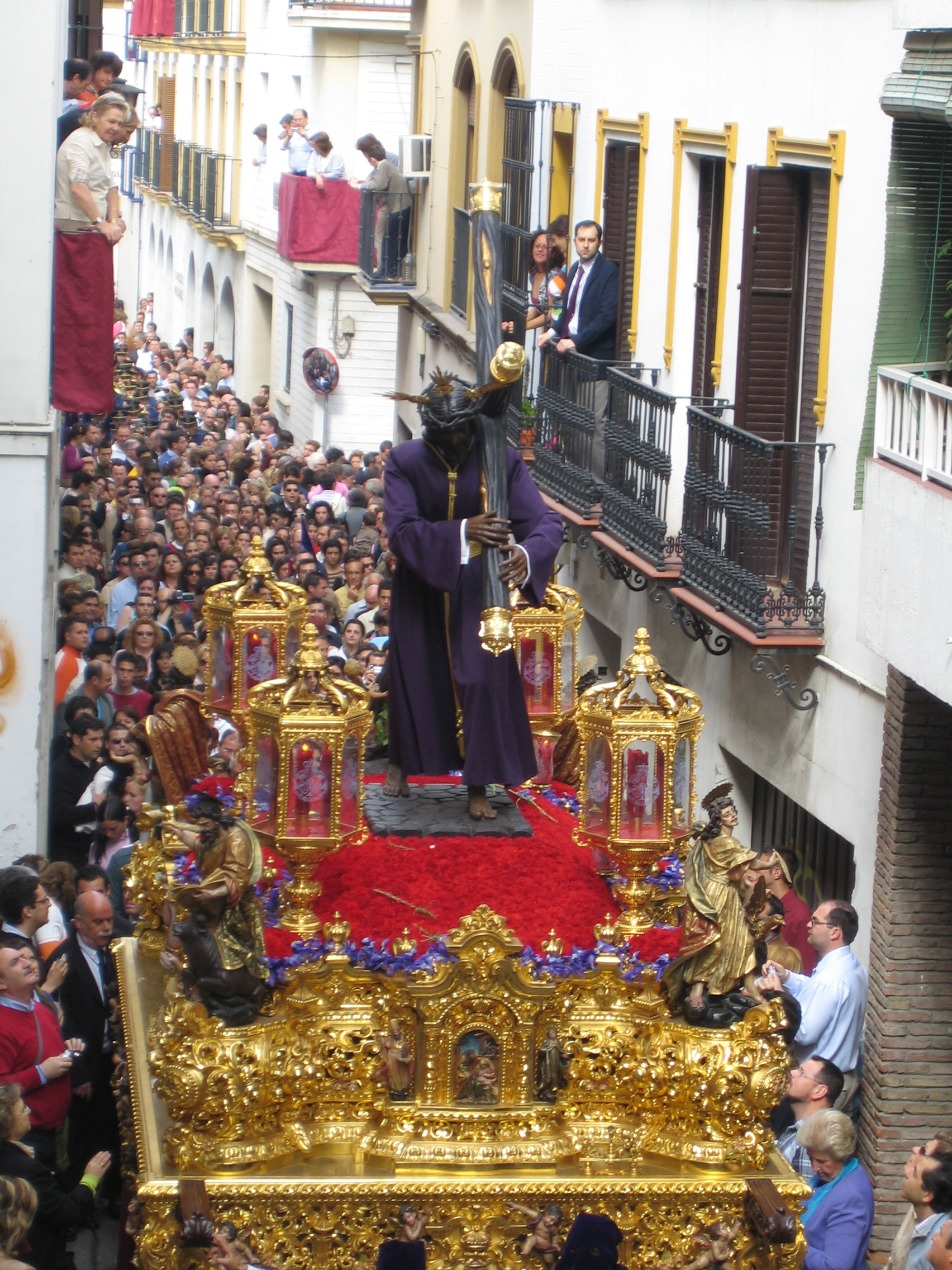
Процессия на Святую неделю в Севилье

В стране зарегистрировано более 12 тысяч католических организаций. В XX веке бурное развитие переживали католические движения, такие как Католическое действие, Opus Dei, Comunione e Liberazione, фоколяры и неокатехуменат. Новый импульс в XX веке получила и практика паломничеств. В знаменитом со времён Средневековья паломничестве по пути Святого Иакова в Сантьяго-де-Компостелу каждый год принимает участие более 100 тысяч человек, половина из которых — испанцы. Другими объектами паломничества служат каталонский монастырь Монсеррат и базилика-де-Нуэстра-Сеньора-дель-Пилар в Сарагосе. Среди объектов современной религиозной архитектуры выделяется знаменитый храм Святого Семейства в Барселоне, шедевр Антонио Гауди.
Католическая церковь Испании ведёт большую благотворительную и попечительскую деятельность. На попечении монашеских орденов и конгрегаций состоит около 3 тысяч больниц.
Испания многократно посещалась римскими папами, в частности Иоанн Павел II посетил Испанию пять раз (1982, 1984, 1989, 1993 и 2003 года). Папа Бенедикт XVI был в Испании трижды, в 2006, 2010 и 2011 годах. Последний визит был приурочен к проводившемуся в Мадриде в августе 2011 года XXVI Всемирному дню молодёжи.
Народная христианская культура Испании отличается особым размахом празднования дней Страстной недели перед Пасхой (в Испании принято название «Святая неделя», Семана Санта). Во многих городах в эти дни проводятся красочные процессии.